# 三灶东站
三灶东站是珠機城際鐵路的高架車站，位於广东省珠海市三灶镇安基东路金海东路口、珠海科技学院旁，于2024年2月3日启用。

## 车站结构
三灶东站为高架三层侧式站台车站，规模为2台2线。
因本站位于海边，车站采用“桥建合一”的方式建设，即以高架桥方式建设站场站房；车站所处的三灶东站大桥与金海大桥相连。而设计上，站房采用动感的设计元素，使得整体造型似靠岸的巨轮；站内采用更具科技感的元素作装饰，加上大面积使用落地玻璃，使得视野更开阔。
| 地上三层 | 侧式站台 | 侧式站台                                | 侧式站台 | 侧式站台 |
|          | 1站台    | 珠机城际 珠海方向（下站：珠海長隆）     |          |          |
|          | 2站台    | 珠机城际 珠海机场方向（下站：珠海机场） |          |          |
|          | 侧式站台 |                                         |          |          |
| 地上二层 | 设备层   | 车站设备                                |          |          |
| 地面     | 站厅层   | 进出站口、售票处、候车厅                |          |          |

## 图集

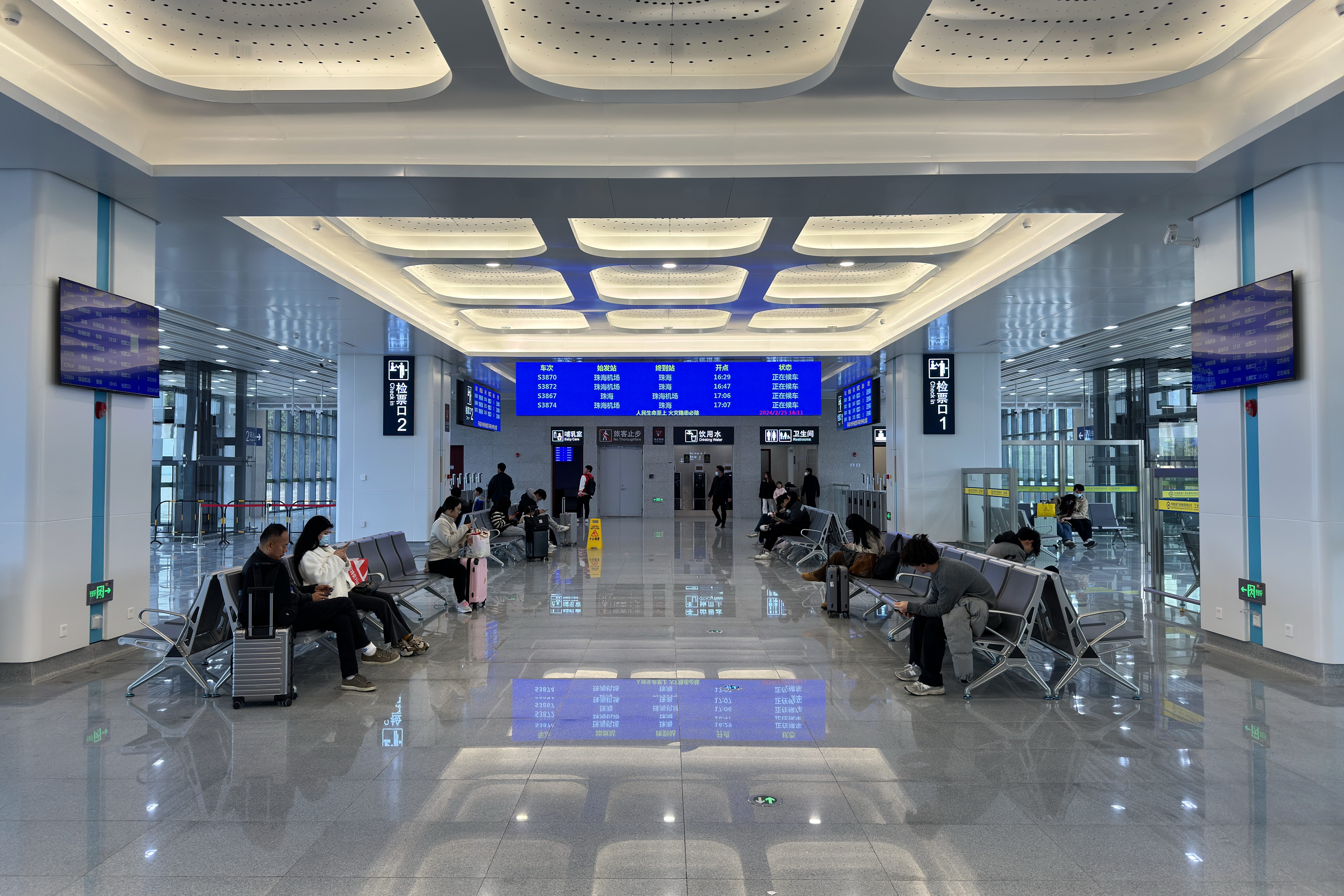
站厅
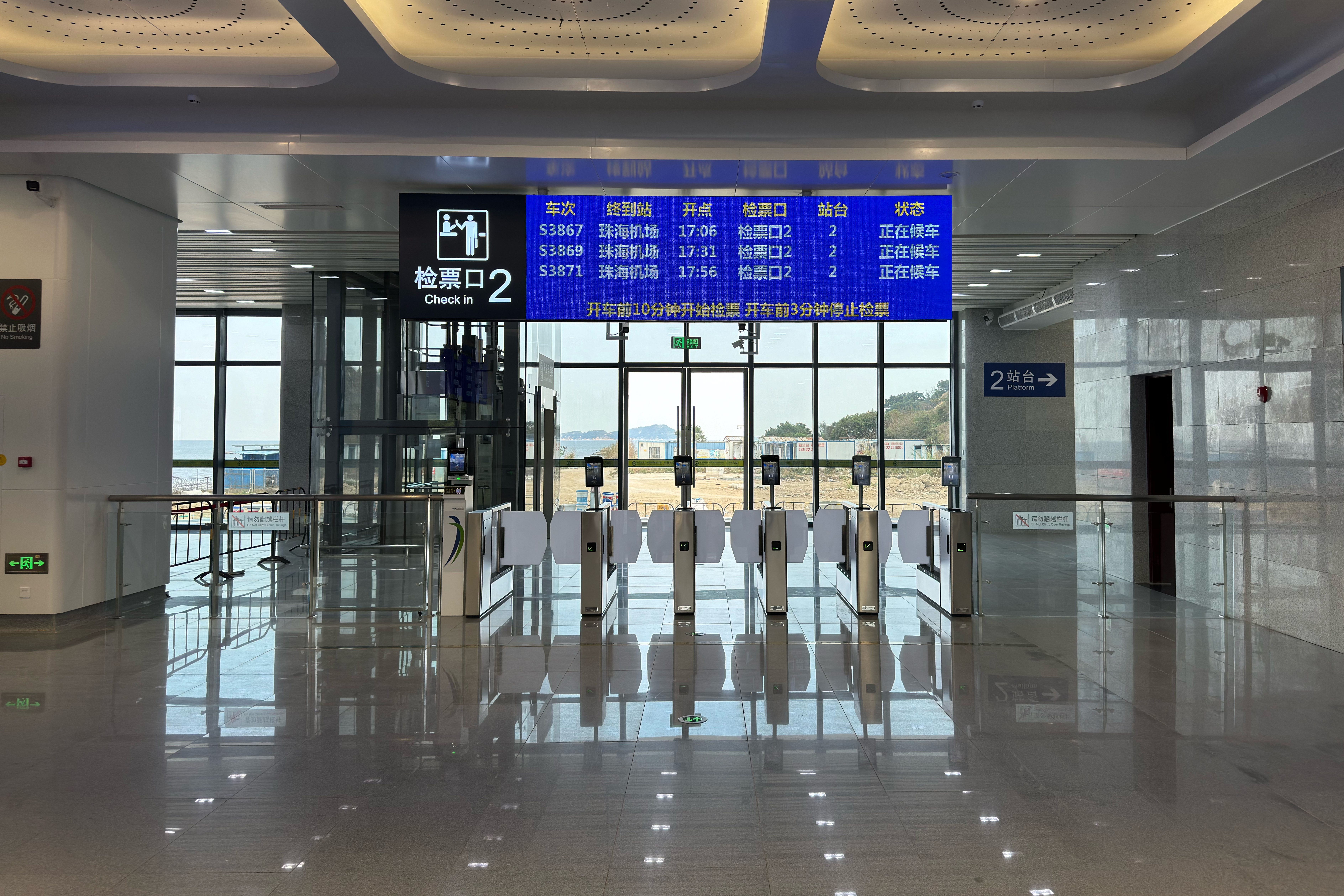
2检票口
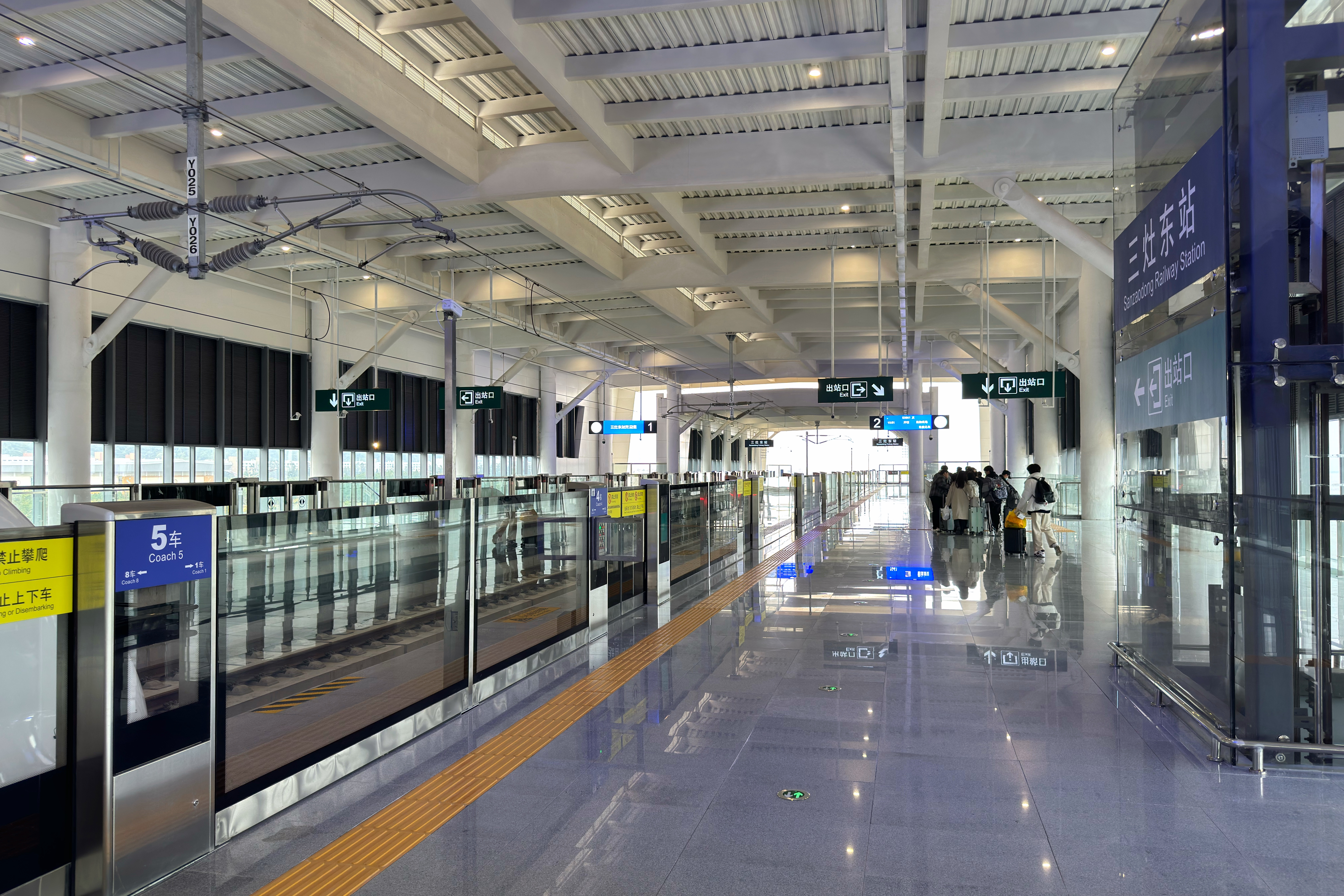
2站台

## 历史
本站于2021年8月开工，2022年10月完成主体结构混凝土施工，同年12月完成钢结构主体吊装。
2024年2月3日，本站随珠机城际二期开通运营。